# Покорный, Лукаш
Лукаш Покорный (чеш. Lukáš Pokorný; род. 5 июля 1993[…], Чехия) — чешский футболист, защитник. Провёл один матч за сборную Чехии.

## Клубная карьера
Покорный — воспитанник либерецкого «Слована». 2 марта 2014 года в матче против «Высочины» он дебютировал в Гамбринус лиге. 19 апреля 2015 года в поединке против пражской «Спарты» Лукаш забил свой первый гол за «Слован». В том же году он стал обладателем Кубка Чехии.
В начале 2017 года Покорный перешёл во французский «Монпелье». Сумма трансфера составила 1,5 млн. евро. 27 января в матче против марсельского «Олимпика» он дебютировал в Лиге 1.
В начале 2018 года Покорный вернулся в Чехию, подписав контракт с пражской «Славией». Сумма трансфера составила 800 тыс. евро. 25 февраля в матче против «Богемианс 1905» он дебютировал за новую команду. В дебютном сезоне Покорный во второй раз выиграл национальный кубок.
В ноябре 2021 года завершил карьеру в возрасте 28 лет из-за постоянных травм. 

## Международная карьера
31 августа 2016 года в товарищеском матче против сборной Армении Покорный дебютировал за сборную Чехии.

### Статистика выступлений за сборную
| Матчи за сборную Чехии | Матчи за сборную Чехии | Матчи за сборную Чехии | Матчи за сборную Чехии | Матчи за сборную Чехии | Матчи за сборную Чехии | Матчи за сборную Чехии |
| ---------------------- | ---------------------- | ---------------------- | ---------------------- | ---------------------- | ---------------------- | ---------------------- |
| №                      | Дата                   | Оппонент               | Счёт                   | Голы                   | Соревнование           |                        |
| 1                      | 31 августа 2016        | Армения                | 3:0                    | -                      | Товарищеский матч      |                        |

## Достижения
Командные
 «Слован» (Либерец)
- Обладатель Кубка Чехии — 2014/15

 «Славия» (Прага)
- Обладатель Кубка Чехии — 2017/18